# Powstanie przeciwko Sewerowi
Powstanie przeciwko Sewerowi – żydowskie powstanie w 197 roku na tle wewnętrznych konfliktów religijnych, gdy cesarzem rzymskim był Septymiusz Sewer.
W latach 197–199 Rzymianie prowadzili wojnę z Partami. W tym czasie Samarytanie i Żydzi podnieśli bunt. Gdy Sewer wracając spod Hatry zapoznał się na miejscu dokładnie z sytuacją, siłą stłumił w Judei rozruchy wśród Judejczyków i mieszkańców Samarii, gdyż nie mógł tolerować powstań na zapleczu syryjskiego limesu zagrożonego atakiem Partów. Prawdopodobnie z tego powodu Senat nagrodził cesarza triumfem nad Żydami (Judaicum triumphum decreverat), który Sewer, ze względu na swoją chorobę, pozwolił odbyć swojemu synowi, Karakalli.